# Need for Speed Unbound
Need for Speed Unbound, ook wel afgekort tot NFS: Unbound, is een computerspel ontwikkeld door Criterion Games en uitgegeven door Electronic Arts voor de PlayStation 5, Xbox Series en voor Windows. Het racespel is uitgekomen op 2 december 2022.
Unbound is het vijfentwintigste spel in de Need for Speed-serie van racespellen en is de opvolger van het spel Need for Speed: Heat uit 2019.

## Plot
In Lakeshore City knapt de speler samen met vriend Jasmine een oude wagen op met de hulp van mentor Rydell. Ze proberen een bestaan op te bouwen met het racen, maar de zaken gaan niet altijd even op rolletjes.

## Gameplay
Het racespel speelt zich af in een fictieve stad genaamd Lakeshore City, die is gebaseerd op Chicago. Unbound beschikt over een open wereldomgeving en gameplay die vergelijkbaar is met eerdere spellen in de serie, voornamelijk gericht op straatracen. Het "Heat"-systeem uit Need for Speed Heat keert terug in Unbound, waarmee de speler de politie moet zien te ontvluchten. Bovendien biedt het spel verschillende vormen van aanpassing, zoals het installeren van verschillende bodykits tot zelfs het volledig verwijderen van de voor- of achterbumpers.
In dit spel combineert de grafische vormgeving cel shading met graffitikunst.

## Ontvangst
| Recensiescore       | Recensiescore               |
| Recensieverzamelaar | Score                       |
| ------------------- | --------------------------- |
| Metacritic          | 77% (PS5) 77% (XS) 73% (PC) |
| Publicist           | Score                       |
| Eurogamer           | Aanbevolen                  |
| Game Informer       | 8,5                         |
| GameSpot            | 7                           |
| IGN                 | 8                           |
| PC Gamer            | 76                          |
| Power Unlimited     | 60                          |

Het spel ontving overwegend positieve recensies, met name de PlayStation 5- en Xbox Series-versies. De Windows-versie ontving gemengde recensies. Men prees het grafische gedeelte, de gameplay en spelbesturing. Kritiek was er op het navigatiesysteem.
Power Unlimited was minder te spreken over het spel. Het prees de grafische comic-stijl, de auto's en de grote spelwereld. Kritiek was er op de overdreven drifts, het verhaal, de stemacteurs en de rapmuziek. Ook gaf het hevige kritiek op het AI-systeem.
IGN Benelux prees het spel om de gameplay. Kritiek was er op de soms oneerlijke achtervolgingen.
Tweakers prees de gevarieerde spelwereld van Lakeshore City en de afwisselende races en missies. Kritiek was er op het voorspelbare verhaal en dat er online geen politieachtervolgingen mogelijk zijn, wat werd gezien als een essentieel onderdeel van NFS-games. Ook de oneerlijke elementen in het spel werd als frustrerend gezien.
Op Metacritic, een recensieverzamelaar, heeft het spel een score van 77% voor de PS5- en Xbox Series-versies en 73% voor de pc-versie.

## Updates
Unbound kreeg na uitgave enkele aanvullende updates, waaronder nieuwe auto's, activiteiten en evenementen:
- Volume 2 (21 maart 2023)
- Volume 3 (20 juni 2023)
- Volume 4 (16 augustus 2023)
- Volume 5 (12 oktober 2023)